# Bingsta
Bingsta är en by i Bergs distrikt (Bergs socken) i Bergs kommun, cirka 5 km nordost om Svenstavik och 60 km söder om Östersund. I norr gränsar den till Skucku. Det finns dokumenterat att byn har funnits sedan början av 1500-talet.
[källa behövs]